# Удача (телесеріал)
«Удача», також відомий під назвою «Фарт» (англ. Luck) — американський драматичний телесеріал 2011 року про кінні перегони. Автором ідеї виступив Девід Мілч, а головну роль зіграв Дастін Гоффман. Прем'єра першої серії відбулась на кабельному телеканалі HBO 11 грудня 2011 року. 
Спочатку серіал був продовжений на другий сезон, але через третій смертельний випадок з конем під час зйомок у березні 2012 року Девід Мілч, Майкл Манн спільно з НВО ухвалили рішення закрити проєкт. Перші дві тварини загинули в процесі виробництва першого сезону в 2010 і 2011 роках.

## Сюжет
Аферист Честер Бернштейн на прізвисько «Туз» (інший варіант перекладу —  «Розумник») виходить з в'язниці і планує знову провернути аферу, цього разу на кінних перегонах. Його водій Гас стає підставним власником перспективного ірландського скакуна, якого дресирує успішний тренер Туро Ескаланте, за кар'єрою якого «Туз» потихеньку наглядав довгий час.
«Туз» зустрічається зі своїм колишнім діловим партнером Ніком Діроссі, щоб обговорити план, як отримати контроль над іподромом, щоб додати туди казино та азартні ігри. Однак незабаром стає ясно, що справжня мета Бернштейна полягає в тому, щоб помститися людям, відповідальним за його тюремне ув'язнення: самому Діроссі та Ісідору Коену — адміністратору казино, компанію якого «Туз» планує залучити до азартного бізнесу на перегонах. Третім в список входить Майкл «Майк» Сміт, ще один колишній діловий партнер. Свого часу Майк таємно використовував нью-йоркську квартиру «Туза» для зберігання значної партії кокаїну, що і призвело до арешту Бернштейна.
Паралельно розвивається сюжет про «закулісну» сторону самого іподрому і життя його завсідників: тренерів, жокеїв, вболівальників та азартних гравців. Серед останніх — дрібні шахраї Маркус, Лонні, Ренцо і Джеррі, які всіма правдами і неправдами мріють зірвати на перегонах великий куш.
Волтер Сміт, літній тренер з Кентуккі, готує до перших заїздів власного коня за допомогою молодої ірландки — жокея Розі, яка ще не брала участі в серйозних змаганнях. Мало хто поки здогадується, що жеребець Волтера веде родовід від знаменитого чистокровного скакуна «Дельфі», — і у нього є всі шанси стати справжнім чемпіоном в перегонах. Однак про це дізнається один з жокейських агентів — Джої Ретберн, який починає плести інтриги, щоб замінити новачка Розі на свого кандидата — Ронні Дженкінса, який раніше був успішним жокеєм, але зараз має проблеми через пристрасть до алкоголю та наркотиків.

## Актори та персонажі

### Основний склад
- Дастін Гоффман — Честер «Туз» Бернштейн
- Денніс Фаріна — Гас Деметріо
- Джон Ортіс — Туро Ескаланте
- Річард Кайнд — Джої Ретберн
- Кевін Данн — Маркус Бекер
- Ян Гарт — Лонні Макійнері
- Річі Костер — Ренцо Калагарі
- Джейсон Гедрік — Джеррі Бойл
- Керрі Кондон — Розі Шенехен
- Гарі Стівенс — Ронні Дженкінс
- Том Пейн — Леон Мішо
- Джілл Геннессі — Джо Картер
- Нік Нолті — Волтер Сміт

### Другорядний склад
- Патрік Адамс — Натан Ізраїль
- Джоан Аллен — Клер Лече
- В. Ерл Браун — Малліган
- Майкл Гембон — Майкл «Майк» Сміт
- Денніс Дан — Лео Чан
- Брюс Девісон — тренер Гардстоун
- Тед Лівайн — Ісідор Коен
- Горхі Крус — управляючий казино в резервації
- Вероніка Розаті — Наомі
- Алан Розенберг — Нік Діроссі
- Юрген Прохнов — управляючий іподромом
- Шанталь Сазерленд — Ліззі
- Шона Стоддарт — Лорелей
- Дмитрій Тодд — Едуардо
- Адам Гаррінгтон — Денніс Бауман
- Джек Гоффман — Брент, внук Бернштейна
- Пітер Еппел — охоронець Кейгль

## Епізоди
| № серії | Назва серії     | Режисер(и)      | Сценарист(и)                  | Оригінальна дата показу |
| ------- | --------------- | --------------- | ----------------------------- | ----------------------- |
| 1       | «Pilot»         | Майкл Манн      | Девід Мілч                    | 11 грудня 2011          |
| 2       | «Episode Two»   | Террі Джордж    | Джон Р. Перотта               | 5 лютого 2012           |
| 3       | «Episode Three» | Аллен Култер    | Білл Баріч                    | 12 лютого 2012          |
| 4       | «Episode Four»  | Філліп Нойс     | Джей Говді                    | 19 лютого 2012          |
| 5       | «Episode Five»  | Браян Кірк      | Скотт Вілсон                  | 26 лютого 2012          |
| 6       | «Episode Six»   | Генрі Бронштейн | Робін Шушан                   | 4 березня 2012          |
| 7       | «Episode Seven» | Браян Кірк      | Аманда Фергюсон               | 11 березня 2012         |
| 8       | «Episode Eight» | Аллен Култер    | Джон Р. Перотта та Джей Говді | 18 березня 2012         |
| 9       | «Episode Nine»  | Мімі Ледер      | Ерік Рот                      | 25 березня2012          |